# Villaudric
Villaudric település Franciaországban, Haute-Garonne megyében. Lakosainak száma 1649 fő (2022. január 1.). Villaudric Villemur-sur-Tarn, Bouloc és Fronton községekkel határos.

## Népesség
A település népessége az elmúlt években az alábbi módon változott:
| Lakosok száma | 537  | 722  | 1115 | 1333 | 1392 | 1530 | 1545 | 1557 | 1599 | 1649 |
|               | 1968 | 1982 | 1999 | 2006 | 2011 | 2015 | 2017 | 2018 | 2020 | 2022 |